# NGC 7533
NGC 7533 é uma galáxia espiral (S0-a) localizada na direcção da constelação de Pisces. Possui uma declinação de -02° 02' 00" e uma ascensão recta de 23 horas, 14 minutos e 22,0 segundos.
A galáxia NGC 7533 foi descoberta em 5 de Outubro de 1864 por Albert Marth.